# Färgcirkel

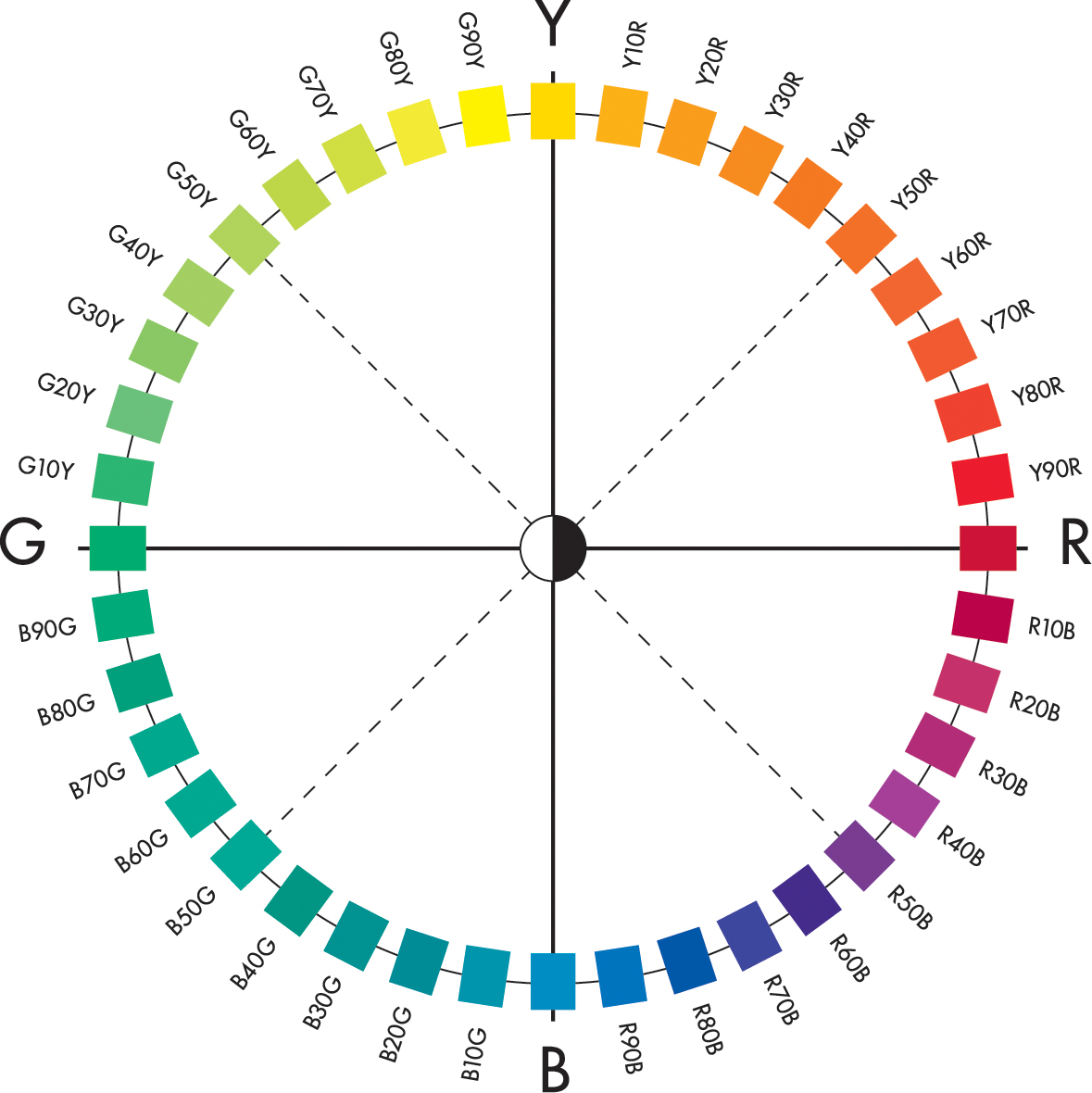
NCS färgcirkel, med fyra elementarfärger

Färgcirkel i Munsell Color System, med fem primärfärger

Färgcirkel som visar primär-, sekundär- och tertiärfärger i färgsystemen RGB och CMY(K).

Färgcirkel är en cirkel som delats in i ett antal sektorer som representerar varsin färgton. Det finns flera varianter av färgcirklar som används i olika sammanhang och är skapade utifrån olika principer, exempelvis additiv eller subtraktiv färgblandning eller människans perception av färger.

## Olika typer av färgcirklar
Färgcirklar som utgår från färgblandning organiseras så att komplementfärger ligger mittemot varandra och kan därmed ge en fingervisning om hur färgblandningar kommer att te sig. 
Det i Sverige standardiserade färgbeteckningssystemet NCS har en färgcirkel som utgår från färgperception och säger ingenting om hur man blandar till de olika färgerna. NCS-systemets färgcirkel har de fyra elementarfärgerna gul (Y), röd (R), blå (B) och grön (G) (Även det amerikanska Munsell-systemet har en färgcirkel som utgår från perception, men där finns fem primärfärger: röd (R), gul (Y), grön (G), blå (B) och purple (P).

## Historia
Isaac Newton presenterade 1704 de olika spektralfärgerna i form av en cirkel.
Den franske kemisten Michel Eugène Chevreul (1786-1889) skapade en karta med 72 färger vetenskapligt ordnade i ett hjul.

## Färgcirklar som bygger på färgblandning
Primärfärger är de färger som man utgår ifrån i färgblandningar. Vilka de är beror på färgsystemet man använder. Vid så kallad subtraktiv färgblandning, som vid till till exempel målning eller tryck, används ofta cyan, magenta och gul (CMY). Vid additiv färgblandning, som i bildskärmar, används ofta röd, grön och blå (RGB).
Sekundärfärger ligger i färgcirkeln mellan primärfärgerna och är blandningar av dessa. Om cyan, magenta och gul är primärfärger, så är röd, grön och blå sekundärfärger och vice versa.
En färgcirkel med röd, gul och blå som primärfärger används ofta för att illustrera pigmentblandning i måleri exempelvis i Johannes Ittens färglära. Teorierna bakom en sådan färgcirkel har dock visat sig inte fungera i praktiken.